# میلتون اورویل تامسون
میلتون اورویل تامسون (به انگلیسی: Milton Orville Thompson) فضانورد اهل کشور ایالات متحده آمریکا است که در ۴ مهٔ ۱۹۲۶ میلادی در کروکستون، مینه‌سوتا زاده شد. وی در مأموریت نورث امریکن ایکس-۱۵ حضور داشته است.